# 瀝青公主號
瀝青公主號（Asphalt Princess）是一艘用于运输柏油的油轮。它目前由Asphalt Princess Shipping运营。该船于1975年12月19日下水，1976年完工。該船最初命名为Joasla ，于1979年出售後更名为Orinoco，然后在1981年再次改名为Rio Orinoco 。该船于1990年10月擱淺於聖羅倫斯灣安蒂科斯蒂島，並且有200公噸（200長噸；220短噸）石油泄漏到海湾中。这艘船随后被Groupe Desgagné收购，并更名为Thalassa Desgagnes 。在为 Groupe Desgagné服务期间，该船曾發生火灾并搁浅。沥青公主航运公司於2017年购买了这艘船。
2021年8月，沥青公主号在阿曼湾被劫持，劫持地點位于阿拉伯联合酋长国富查伊拉港以东97公里。据称，劫持者得到了伊朗的支持。     